# Bálint Erzsébet
Bálint Erzsébet, Kostyák Imréné (Gyergyószentmiklós, 1926. november 19. – Kolozsvár, 1988. július 28.) romániai magyar zenetanár, művészeti író, népművelő. Bálint Ákos leánya.

## Életútja, munkássága
A székelyudvarhelyi tanítóképző s a kolozsvári Gheorghe Dima Zeneművészeti Főiskola elvégzése után 1953-ig szülővárosában, majd Kolozsvárt középiskolai zenetanár s a zeneművészeti főiskola pedagógiai gyakorlatainak vezetője.
Zenei írásait hozta a Tanügyi Újság, Dolgozó Nő, A Hét s a napisajtó, iskolai tudományos ülésszakokon módszertani dolgozatokkal szerepelt. Balladajátékok (1958) című kötete az Ifjúsági Könyvkiadónál jelent meg, Leánykérő című népi játék összeállítását K. Gábor Aranka iskolai énekeskönyve (1965), dramatizált balladáit a Napsugár melléklete (1972/4) közölte. Ifjúsági kórusa gyakran szerepelt a román rádió és televízió magyar műsorában.